# Lipe (Smederevo)
Lipe (serbocroata cirílico: Липе) es un pueblo de Serbia, constituido administrativamente como una pedanía de la ciudad de Smederevo en el distrito de Podunavlje del centro del país.
En 2011 tenía 3077 habitantes. Casi todos los habitantes son étnicamente serbios.
La información sobre el origen del pueblo es confusa, ya que originalmente los vecinos vivían en un pueblo llamado "Stari Lipe" a orillas del río Jezava, pero las inundaciones obligaron a formar el actual Lipe a 2 km del río. Se conoce la existencia del pueblo en documentos desde principios del siglo XVIII, cuando el área pertenecía al reino de Serbia de los Habsburgo. El pueblo creció notablemente en la primera mitad del siglo XX por su cercanía a la ciudad de Smederevo.
Se ubica en la periferia suroriental de la ciudad de Smederevo, separado de ella por la carretera 14 y una zona de campos de cultivo.